# Comparació d'escales de temperatura
| | Kelvin   | Celsius | Fahrenheit | Rankine   | Delisle | Newton | Réaumur | Rømer      |
| --- | -------- | ------- | ---------- | --------- | ------- | ------ | ------- | ---------- |
| Zero absolut | 0        | −273,15 | −459,67    | 0         | 559,725 | −90,14 | −218,52 | −135,90375 |
| Temperatura atmosfèrica més baixa mesurada a la superfície de la Terra (Vostok, Antàrtida - 21 de juliol, 1983) | 184      | −89     | −128,2     | 331,47    | 283,5   | −29,37 | −71,2   | −39,225    |
| Mescla d'aigua i sal de Fahrenheit                                                                              | 255,37   | −17.78  | 0          | 459,67    | 176,67  | −5,87  | −14,22  | −1,83      |
| Fusió del gel (a pressió normal)                                                                                | 273,15   | 0       | 32         | 491,67    | 150     | 0      | 0       | 7,5        |
| Temperatura mitjana a la superfície de la Terra                                                                 | 288      | 15      | 59         | 518,67    | 127,5   | 4,95   | 12      | 15,375     |
| Temperatura mitjana del cos humà                                                                                | 309,95   | 36,8    | 98,24      | 557,91    | 94,8    | 12,144 | 29,44   | 26,82      |
| Temperatura més alta registrada a la superfície de la Terra (Al 'Aziziyah, Líbia - 13 de setembre, 1922)        | 331      | 58      | 136,4      | 596,07    | 63      | 19,14  | 46,4    | 37,95      |
| Ebullició de l'aigua (a pressió normal)                                                                         | 373,1339 | 99,9839 | 211,97102  | 671,64102 | 0       | 33     | 80      | 60         |
| Fusió del titani                                                                                                | 1.941    | 1.668   | 3.034      | 3.494     | −2.352  | 550    | 1.334   | 883        |
| Superfície del Sol                                                                                              | 5.800    | 5.526   | 9.980      | 10.440    | −8.140  | 1.823  | 4.421   | 2.909      |